# Запорожье (Каховский район)
Запорожье (укр. Запоріжжя) — село в Рубановской сельской общине Каховского района Херсонской области Украины. В 2022 году, во время вторжения России на Украину, село было захвачено. На данный момент находится под оккупацией ВС РФ.
Население по переписи 2001 года составляло 274 человека. Почтовый индекс — 74523. Телефонный код — 5543. Код КОАТУУ — 6521280502.

## История
Основано в 1921 г. крестьянами выходцами из села Верхний Рогачик.

## Местный совет
74524, Херсонская обл., Великолепетихский р-н, с. Демидовка